# Takumi Hasegawa
Takumi Hasegawa (長谷川 巧 Hasegawa Takumi?, Niigata, 6 de octubre de 1998) es un futbolista japonés que juega como defensa en el Blaublitz Akita.

## Trayectoria

### Clubes
| Club                         | País  | Año       |
| ---------------------------- | ----- | --------- |
| Albirex Niigata              | Japón | 2016-2024 |
| Thespakusatsu Gunma (cedido) | Japón | 2018      |
| Zweigen Kanazawa (cedido)    | Japón | 2019-2020 |
| Blaublitz Akita              | Japón | 2025-     |